# Paraesylacris bituberosa
Paraesylacris bituberosa là một loài bọ cánh cứng trong họ Cerambycidae.